# حادثه قطار ۲۰۱۷ کاتولی
حادثه قطار ۲۰۱۷ کاتولی روز شنبه ۱۹ اوت ۲۰۱۷ بر اثر خارج شدن یک قطار مسافربری از ریل در ناحیه مظفرنگار ایالت اوتار پرادش در شمال هند اتفاق افتاد که طی آن ۲۳ نفر کشته و ۱۵۶ نفر مجروح شدند. به گزارش رسانه‌ها در این حادثه ده واگن قطار از ریل خارج شدند که دو واگن بشدت به هم کوبیده و منهدم شدند و چهار واگن دیگر از خط خارج شده و واژگون شدند. این حادثه در شهر مظفرنگار در شمال دهلی‌نو، پایتخت هند روی داد.

## پیشینه
در هند، تصادفات قطار متداول شده‌است با این تصادف حداقل چهارمین قطار مسافربری در سال ۲۰۱۷ و سومین در اوتار پرادش شده‌است. کمتر از یک سال پیش، در نوامبر ۲۰۱۶، ۱۴۶ نفر در تصادفی یکسان در ناحیه اوتار پرادش بعد از خارج شدن ۱۴ واگن قطار اکسپرس ایدور–پاتنا از ریل کشته شدند
در اوایل ژانویه ۲۰۱۷ ۴۱ نفر کشته شدند وقتیکه ۹ واگن و لوکوموتیو قطار اکسپرس هیراکهند در منطقه جنگلی جنوبی آندرا پرادش از خط خارج شد.

## شرح حادثه
در ۱۹ آگوست ۲۰۱۷، حدود ساعت ۵:۴۵ بعد از ظهر (IST)، ۱۴ واگن از ۲۳ واگن کالینگ اکلکاس اکسپرس در نزدیکی کاتولی در ناحیه مظفرنگار در اوتار پرادش هند از خط خارج شدند. قطار از پوری در اودیشا به هاریدوار در اوتارکهند در حرکت بود.
به گفته پلیس اوتار پرادش، ۲۳ نفر در اثر تصادف کشته شدند به گفته وزیر توسعه صنعتی ساتیس مهانتا، اوتار پرادش، ۷۴ زخمی در بیمارستان‌های مختلف پذیرفته شدند.

## علت حادثه
به گفته یکی از مقام‌های ارشد منطقه اوتار پرادش هنوز علت خروج قطار از ریل مشخص نیست.

## بعد از حادثه
فیلم‌های رسانه‌ای نشان می‌دهد واگن‌ها بر روی یکدیگر سوار شده‌اند در حالی که یک واگن به یک خانه در کنار مسیر سقوط کرد. پرسنل نیروی واکنش ملی فاجعه (NDRF) برای پیوستن به عملیات نجات، به صحنه رفتند. تیم‌های نجات از برش فلز و جرثقیل برای رسیدن به داخل واگن‌های آسیب دیده استفاده می‌کنند.
برطبق اطلاعیه وزارت راه‌آهن هند، حرکت سه قطار لغو شد و شش نفر پس از حادثه منتقل شدند. در همین حال، خطوط راه‌آهن نیز تعدادی شماره تلفن برای کمک رسانی را صادر کرد.

## امدادرسانی
بلافاصله پس از این حادثه مأموران پلیس به همراه افراد داوطلب در محل حاضر شده و مسافران را از درون واگن‌های واژگون شده قطار خارج کردند و مجروحین را به بیمارستان رساندند. پزشکان بیمارستان کاتولی، شهر نزدیک محل حادثه گفتند که وضعیت جسمی مجروحان خطرناک نیست.

## واکنش‌ها
نارندرا مودی، نخست‌وزیر هند، در یک سری از توییت‌ها ابراز همدردی خود را در مورد حادثه ابراز کرد. او همچنین گفت: "افکار من با خانواده‌های کشته شده‌است. آرزو می‌کنم که مجروحین به سرعت بهبود پیدا کنند. این وضعیت بسیار دقیق توسط وزارت راه‌آهن نظارت می‌شود. وزارت راه‌آهن و دولت UP همه کارهای ممکن را انجام می‌دهند و تمام کمک‌های لازم را انجام می‌دهند.